# Europäische Juniorenspiele 1966
| 1. Europäische Juniorenspiele Das umgebaute Stadion | 1. Europäische Juniorenspiele Das umgebaute Stadion |
| --------------------------------------------------- | --------------------------------------------------- |
|                                                     |                                                     |
| Stadt                                               | Odessa, Sowjetunion                                 |
| Stadion                                             | Schwarzmeerstadion                                  |
| Teilnehmende Länder                                 |                                                     |
| Teilnehmende Athleten                               |                                                     |
| Wettbewerbe                                         | 33                                                  |
| Eröffnung                                           | 24. September 1966                                  |
| Schlussfeier                                        | 25. September 1966                                  |
| Eröffnet durch                                      |                                                     |

Das 2. Zusammentreffen von Europas besten Unter-Zwanzigjährigen (kurz: U20) Athleten hatte die Unterstützung des Europäischen Leichtathletikverbandes und den offiziellen Namen Europäische Juniorenspiele. Sie fanden vom 24. bis 25. September 1966 im Schwarzmeerstadion von Odessa (seinerzeit Sowjetunion, heute Ukraine) statt.
Die Wettkampfergebnisse sind unter Weblinks zu finden.

## Medaillenspiegel
| Medaillenspiegel (Endstand nach 33 Entscheidungen) | Medaillenspiegel (Endstand nach 33 Entscheidungen) | Medaillenspiegel (Endstand nach 33 Entscheidungen) | Medaillenspiegel (Endstand nach 33 Entscheidungen) | Medaillenspiegel (Endstand nach 33 Entscheidungen) | Medaillenspiegel (Endstand nach 33 Entscheidungen) |
| Platz                                              | Land                                               | Gold                                               | Silber                                             | Bronze                                             | Gesamt                                             |
| -------------------------------------------------- | -------------------------------------------------- | -------------------------------------------------- | -------------------------------------------------- | -------------------------------------------------- | -------------------------------------------------- |
| 1                                                  | Sowjetunion                                        | 11                                                 | 7                                                  | 5                                                  | 23                                                 |
| 2                                                  | Deutsche Demokratische Republik                    | 6                                                  | 4                                                  | 4                                                  | 14                                                 |
| 3                                                  | BR Deutschland                                     | 3                                                  | 8                                                  | 0                                                  | 11                                                 |
| 4                                                  | Frankreich                                         | 2                                                  | 3                                                  | 2                                                  | 7                                                  |
| 5                                                  | Jugoslawien                                        | 2                                                  | 1                                                  | 2                                                  | 5                                                  |
| 6                                                  | Finnland                                           | 2                                                  | 1                                                  | 1                                                  | 4                                                  |
| 7                                                  | Italien                                            | 2                                                  | 0                                                  | 0                                                  | 2                                                  |
| 7                                                  | Schweiz                                            | 2                                                  | 0                                                  | 0                                                  | 2                                                  |
| 9                                                  | Tschechoslowakei                                   | 1                                                  | 2                                                  | 4                                                  | 7                                                  |
| 10                                                 | Ungarn                                             | 1                                                  | 1                                                  | 3                                                  | 5                                                  |
| 11                                                 | Schweden                                           | 1                                                  | 1                                                  | 1                                                  | 3                                                  |
| 12                                                 | Polen                                              | 0                                                  | 2                                                  | 6                                                  | 8                                                  |
| 13                                                 | Rumänien                                           | 0                                                  | 1                                                  | 3                                                  | 4                                                  |
| 14                                                 | Niederlande                                        | 0                                                  | 1                                                  | 1                                                  | 2                                                  |
| 15                                                 | Bulgarien                                          | 0                                                  | 1                                                  | 0                                                  | 1                                                  |
| 16                                                 | Dänemark                                           | 0                                                  | 0                                                  | 1                                                  | 1                                                  |
| Gesamt                                             | Gesamt                                             | 33                                                 | 33                                                 | 33                                                 | 99                                                 |